# Gynoplistia paradisea
Gynoplistia paradisea là một loài ruồi trong họ Limoniidae. Chúng phân bố ở miền Australasia.